# Palazzo Martinengo Palatini
Palazzo Martinengo Palatini è un palazzo di Brescia situato in piazza del Mercato, della quale costituisce il fronte principale e monumentale. Edificato nel XV secolo dalla famiglia Martinengo e completamente ricostruito tra la fine del Seicento e l'inizio del Settecento, è uno dei palazzi barocchi più eleganti e armoniosi della città. Dopo essere stato destinato a più utilizzi a partire dal 1874, dal 2000 è sede del rettorato dell'Università degli studi di Brescia.

## Storia
Nel 1457 Giovanni Martinengo acquista un terreno nell'area in cui si trovavano le antiche mura medievali e le fortificazioni della ex Porta di Sant'Agata, tutte opere già allo stato di rudere nel XV secolo poiché da tempo inutilizzate e ormai prossime alla demolizione definitiva. Con altri acquisti successivi la famiglia diventa proprietaria di tutto lo spazio compreso fra piazza delle Erbe, oggi piazza del Mercato, corso Palestro, via fratelli Porcellaga e il vicolo detto "vólt dei àsen", cioè "volto degli asini" in dialetto bresciano, ancora oggi esistente, e vi edifica un palazzo.
Nel 1479 i figli di Giovanni, per le benemerenze loro e della famiglia, vengono nominati dall'imperatore Massimiliano d’Austria conti palatini, cioè conti di palazzo e non feudatari: si trattava di un titolo onorifico, comunque meno importante dei titoli connessi a un feudo, che genera però il nuovo ramo famigliare dei Martinengo Palatini. Un discendente di questi, Teofilo, dopo aver acquisito ricche eredità e quindi incrementato il suo patrimonio, decide di abbattere il vecchio palazzo quattrocentesco e di costruirne uno nuovo. Risale al 1672 la sua richiesta al consiglio comunale di poter edificare il nuovo palazzo, richiesta che viene accettata. Teofilo dà quindi inizio alla fabbrica, ma non la vedrà mai conclusa, morendo nei primi anni del Settecento. Il cantiere viene infine ultimato dal figlio Curzio III nel 1710.
Con l'estinzione del ramo famigliare nel 1874, il palazzo viene donato al Comune di Brescia, che vi sistema gli uffici dell'Annona e dell'Igiene, nonché l'Istituto Musicale "Venturi" che utilizzava il salone principale come auditorium per i propri concerti. Nel 1928 il Comune vende il palazzo alla Cassa Nazionale Infortuni, che vi compie radicali restauri nell'ambito dei lavori di revisione urbanistica del centro storico cittadino che, poco più a nord est, stavano concretizzandosi con l'apertura di piazza della Vittoria.
Il nuovo piano regolatore prevedeva infatti l'allargamento di via Fratelli Porcellaga, che delimitava il palazzo a ovest: l'intervento, progettato da Carlo Calzecchi Onesti e Oreste Buffoli, porta al taglio del retro del palazzo e alla ricostruzione del suo fronte sulla via allargata, nonché a una revisione dei locali interni. Viene costruito il monumentale portale in linee classicheggianti, mentre all'interno viene eretto il grande scalone a sviluppo verticale per collegare tra loro tutti i piani.
Nel 1945, durante la seconda guerra mondiale, il palazzo esce seriamente danneggiato dai bombardamenti: viene divelta la parte sinistra della facciata, lasciando a vista i saloni interni, mentre altri danni si hanno sul retro, da pochi anni ricostruito. Il completo restauro avviene negli anni immediatamente successivi, ad opera dell'INAIL. Nel 1985 l'Università degli studi di Brescia acquista il palazzo e, dopo un lungo periodo di restauro, vi stabilisce nel 2000 la sede del rettorato e alcuni uffici amministrativi.

## Descrizione
Non è noto l'architetto che ha progettato il palazzo, ma nel suo insieme è uno tra i più eleganti e armoniosi dell'architettura barocca civile bresciana. Trovandosi di fronte lo spazio libero della piazza, anziché creare una massa a linea uniforme, il progettista ha evidentemente preferito dare movimento alla linea del suo prospetto, elevando di molto il corpo centrale sui due
laterali e adornandolo con grande varietà di motivi scultorei.

### Esterno
Il palazzo si presenta con la facciata dalla prospettiva semplice e nitida, sul quale spiccano il cornicione con mensoloni a volute, e il corpo centrale più alto, dal quale si innalzano le due statue di Marte e Minerva attribuite a Santo Calegari il Vecchio. Le ricche ed eleganti cornici delle finestre e il bel portale, unito al sovrastante balcone, contribuiscono a rendere particolarmente varia e fastosa l'architettura della facciata: il portale è incorniciato da lesene di ordine ionico che sostengono i modiglioni del balcone, ornate a metà del fusto da due festoni legati da una testa di leone che creano un motivo unico. Ai lati si trovano altre due porte più piccole che fanno da accompagnamento. Anche il balcone è molto ricco, con le balaustre dal corpo sagomato e i pilastri terminali carichi di trofei d'armi. Le tre finestre dello scomparto centrale presentano a loro volta ricchi ornamenti, con volute sugli stipiti, davanzali a balaustre e cimase a frontoni spezzati alternatamente triangolari e semicircolari. Le due finestre delle ali laterali, dagli stipiti a bugnato, presentano l'una un davanzale a balaustra e l'altra un balconcino che ripete il motivo del balcone centrale più ampio.
Superato il portale centrale si entra in una corte, delimitata sul lato dell'ingresso da un portico retto da colonne di ordine tuscanico binate, a sostegno di semplici volte a crociera. Quattro porte, dagli stipiti barocchi molto ricchi, si aprono sull'atrio. Il portico era ripetuto ad anello tutto attorno alla corte, ma gli altri tre lati risultano oggi murati, benché il sistema colonnato sia ancora presente e visibile. Di fronte all'ingresso il portico è interrotto da un androne che conduceva forse alle scuderie. Non più esistente è l'originale scalone d'onore del palazzo, che doveva aprirsi al centro del lato sud del cortile, sostituito nel 1930 dallo scalone attuale, a due rampe, collocato nell'angolo sud-ovest del cortile.

### Interno
Al primo piano, dei molti locali molto rimaneggiati in più di un secolo di destinazione ad altri utilizzi, si sono salvate alcune porte con belle cornici in marmo. Notevole è invece il salone centrale, il "salone Apollo", sia per il volto dipinto, sia per le lavoratissime cornici in stucco alle pareti che delimitano gli affreschi realizzati da Giulio Quaglio nel 1714.
Particolarmente degno di nota è l'affresco del soffitto, che raffigura l'Olimpo, in una vasta composizione che porta al centro Giove con a fianco l'aquila, simbolo dello stemma dei Martinengo, mentre intorno sulle nubi sono figure di varie divinità. La scena allude probabilmente alla nomina di Ercole Martinengo a conte palatino, conferitagli dall'imperatore Massimiliano. Gli stucchi negli spigoli rappresentano trofei d'armi e putti e si sovrappongono al cornicione dove si imposta la volta del soffitto. Tutti gli affreschi realizzati alle pareti sono stati ampiamente restaurati: i soggetti raffigurati sono i più disparati, tratti dalla storia antica, senza un nesso chiaro tra di loro: la maggior parte di essi celebra probabilmente la vita di Alessandro Magno.
Nel grande pannello della parete sud, distrutta dal bombardamento del 1945, doveva essere raffigurato Alessandro che, ai piedi della statua di Apollo, ordina di gettare sul rogo Besso. Sulla parete di fronte, a nord, è invece rappresentata la Clemenza di Camillo verso le donne dei Faleri. Sulla parete ovest vi sono Muzio Scevola dinanzi a Porsenna e una scena di Donne piangenti su una tomba, forse quella di Alessandro. Sulla parete est si trova probabilmente l'Incontro di Alessandro con Rossana, mentre l'ultimo pannello è interpretabile come il Castigo di Tebe.

### Il retro del palazzo
L'aspetto attuale del retro del palazzo, su via Fratelli Porcellaga, è dovuto ai rimaneggiamenti del 1930 e ai restauri del secondo dopoguerra, resi necessari dalla parziale distruzione del palazzo in seguito ai bombardamenti del 1945. La facciata, ispirata a sobrie
linee classicheggianti, presenta un leggero bugnato nella muratura e un ampio portale al centro, sovrastato un timpano spezzato. Nel livello superiore, al portale corrisponde un balcone affiancato da nicchie marmoree, poggianti su un'ampia e aggettante fascia marcapiano. A destra, un altro portale permette di accedere al cortile dell'edificio.
Il secondo portale è caratterizzato da linee monumentali e imponenti, anche nelle due grandi cornucopie delle volute, ed è concluso da un frontone triangolare che riprende l'andamento mistilineo della facciata. Al suo interno si riconoscono un mascherone grottesco e l'iscrizione "Ex minimis vectigalibus / maximus auxilium", cioè "Da minimi contributi il massimo aiuto", allusione all'opera di assistenza pubblica svolta dalla Cassa Nazionale Infortuni che seguì la parziale ricostruzione dell'edificio nel 1930.
Nell'angolo sinistro, in corrispondenza con il vicolo degli Asini, si trova un breve paramento murario in antichi blocchi squadrati in pietra, noto come rudere della torre Teofila. Il muro, ormai inglobato nel palazzo, è da ricondurre alle citate opere di fortificazione di Porta Sant'Agata attorno alle quali i Martinengo acquistarono i primi terreni attorno a piazza del Mercato nel XV secolo, delle quali rappresenterebbe l'unica testimonianza visibile. La denominazione del rudere viene da Teofilo Martinengo, che avviò la ricostruzione del palazzo nel 1672, ma non è chiaro quale collegamento vi sia tra i due.